# Trithemis aconita
Trithemis aconita é uma espécie de libelinha da família Libellulidae.
Pode ser encontrada nos seguintes países: Benin, Botswana, Camarões, Costa do Marfim, Guiné Equatorial, Etiópia, Gana, Guiné, Quénia, Libéria, Malawi, Moçambique, Namíbia, Nigéria, África do Sul, Tanzânia, Togo, Uganda, Zâmbia, Zimbabwe e possivelmente em Burundi.
Os seus habitats naturais são: florestas subtropicais ou tropicais húmidas de baixa altitude e rios.